# Mexico Beach
Mexico Beach – miasto w Stanach Zjednoczonych, w stanie Floryda, w hrabstwie Bay.